# Танака Дзюня
Дзюня Танака (яп. 田中 順也, нар. 15 липня 1987, Токіо) — японський футболіст, нападник клубу «Віссел Кобе».
Виступав, зокрема, за клуби «Касіва Рейсол» та «Спортінг», а також національну збірну Японії.
Чемпіон Японії. Володар Кубка Португалії.

## Клубна кар'єра
Народився 15 липня 1987 року в місті Токіо.
У дорослому футболі дебютував 2009 року виступами за команду клубу «Касіва Рейсол», в якій провів п'ять сезонів, взявши участь у 138 матчах чемпіонату. Більшість часу, проведеного у складі «Касіва Рейсол», був основним гравцем атакувальної ланки команди.
Своєю грою за цю команду привернув увагу представників тренерського штабу клубу «Спортінг», до складу якого приєднався 2014 року. Відіграв за лісабонський клуб наступні два сезони своєї ігрової кар'єри.
Протягом 2016 року знову захищав кольори команди клубу «Касіва Рейсол», цього разу на умовах оренди з португальського клубу.
До складу клубу «Віссел Кобе» приєднався 2017 року.

## Виступи за збірну
У 2012 році дебютував в офіційних матчах у складі національної збірної Японії. Наразі провів у формі головної команди країни 4 матчі.

## Титули і досягнення
- Чемпіон Японії (1):

«Касіва Рейсол»: 2011
- Володар Кубка Імператора (2):

«Касіва Рейсол»: 2012
«Віссел Кобе»: 2019
- Володар Кубка Джей-ліги (1):

«Касіва Рейсол»: 2013
- Володар Суперкубка Японії (2):

«Касіва Рейсол»: 2012
«Віссел Кобе»: 2020
- Володар Кубка Португалії (1):

«Спортінг»: 2014-2015
- Володар Суперкубка Португалії (1):

«Спортінг»: 2015